# 自殺予防週間
自殺予防週間（じさつよぼうしゅうかん）とは、自殺について誤解や偏見をなくし、正しい知識を普及啓発する期間。国や地方公共団体が連携して、毎年9月10日から1週間、啓発活動を強力に推進している。

## 概要
2007年6月に閣議決定された「自殺総合対策大綱」において、9月10日の世界自殺予防デーに因んで、毎年9月16日までの1週間が自殺予防週間として設定された。
その後、2016年4月の自殺対策基本法改正において、第7条に自殺予防週間及び自殺対策強化月間について明記された。
日本での自殺者数は1998年に3万人を越え、2010年以降は10年連続で減少しているものの、厚生労働省は「一時期と比べると減少してきたが、まだ深刻な状況だ」としている。欧米の先進諸国と比較しても高い水準にある。今後はさらに、高齢化・核家族化が一層進行することでの老々介護による介護・看病疲れ等が課題となっている。
あわせて、国民に自殺や精神疾患についての正しい知識を普及啓発し偏見をなくしていくとともに、命の大切さや自殺の危険を示すサイン、また危険に気づいたときの対応方法等について国民の理解の促進を図ることを目的とする。
2011年度、静岡県が日本司法支援センター静岡地方事務所と連携して、法律家と精神科医らが自殺を防ぐ取り組みを始めるのは全国初の試みという。

## 問題点
自殺は、実際には倒産や失業など生活問題に加えて、病気の悩み等の健康問題や介護疲れ等の家庭問題、さらにはその人の性格傾向や死生観なども複雑に関係している。社会とのつながりの減少や生きていても役に立たないという役割喪失感、あるいは逆に与えられた役割の大きさに対する負担感から追い込まれてしまうという過程を見ることができる。
自殺を図った人の大多数は、うつ病やアルコール依存症等の精神疾患を発症しており、これらの精神疾患の影響により正常な判断を行うことができない状態となっていることが明らかになってきた。つまり、個人の自由な意思や選択の結果ではなく、様々な悩みにより心理的に「追い込まれた末の死」ということができる。
世界保健機関は「自殺は、その多くが防ぐことのできる社会的な問題である」と言及しているが、その問題点における様々な要因のうち、失業・倒産・多重債務・長時間労働等の社会的要因については、制度や慣行の見直し、相談・支援体制の整備という社会的な取組により自殺を防ぐことが可能である、と触れている。これらにおいては国家的な施策として、問題の根本的な対策を政府が明確に示していく必要がある。
日本国外のメディアにおいて、「キリスト教では自殺は罪とされているが、日本人は宗教的なものなのか、自殺（切腹や特攻）に抵抗がない。その背景には、お上には逆らえないという風土が根付いているからではないか。」という記事が時折取り上げられるが、新渡戸稲造は、著書「武士道」（原題『BUSHIDO The Soul of Japan』1899年）において、切腹を「罪をつぐない、過ちを詫び、恥を免れ、友を救い、自己の誠実を証明する行為」と述べ、また日本固有の奇異な風習ではなく、シェイクスピアの劇や17世紀のイタリア絵画にも見られることを指摘している。